# Tišča
Tišča ili Tišća je rijeka u Bosni i Hercegovini.
Rijeka Tišča je duga 10,5 kilometara. Tišću nastanjuju potočna pastrva, lipljen i mladica. Izvor Tišče se koristi za opskrbu Vlasenice vodom. Tišča je hidroenergetski iskorištena.